# ثيليا وحكاياتها
سيليا وحكاياتها (بالإسبانية: Celia, lo que dice) هو الأول في سلسلة كتب الأطفال التي كتبتها الكاتبة الإسبانية الشهيرة إلينا فورتون. الكتاب عبارة عن مجموعة من القصص القصيرة التي نُشرت في الأصل في المجلات عام 1928.
تُروى القصص من منظور طفلة تبلغ من العمر سبع سنوات تُدعى سيليا غالفث دي مونتالبان، وتروي حياة بطلة القصة التي تعيش في مدريد مع عائلتها. كانت شخصية سيليا، التي ابتكرتها إلينا فورتون، ذات شعبية كبيرة منذ ظهورها الأول في عام 1928 وحتى ستينيات القرن العشرين.
كانت سيليا طفلة تتساءل باستمرار عن العالم من حولها بطرق تجمع بين الذكاء والبراءة. أعقبت الرواية عدة أجزاء خلال ثلاثينيات وخمسينيات القرن الماضي، ونُشر آخرها في عام 1987 بعد 35 عامًا من وفاة الكاتبة.
أول هذه الأجزاء كانت بعنوان "سيليا في المدرسة"، ونُشر لأول مرة عام 1932. حققت الكتب نجاحًا كبيرًا وشعبية واسعة أثناء فترة صدورها وبعدها بوقت طويل، وهي تُعتبر اليوم من كلاسيكيات الأدب الإسباني.
تحولت الكتب الثلاثة الأولى إلى مسلسل تلفزيوني عام 1992 من إنتاج خوسيه لويس بورو، تحت عنوان "سيليا" حيث قامت كريستينا كروث مينجيث بدور سيليا.

## الفصول المُجمعة في الكتاب:
ليلة عيد الغطاس
يوم القديس أنطون
الآنسة نيللي
ماما تذهب بعيدًا
سندريلا
وعود لم تتحقق
في منزل ماريا تيريزا
السفينة الشراعية "سانتا ماريا"
المتحف الأسود
البحث عن العرّابة
نموذج من باريس
هل الكذب خطيئة؟
قص الشعر
الطائرة الصغيرة
المعجزة
ماما جنية!
"دليلة"
فلوريتا المثالية
الطفل قد وصل!
مركز الأرض
الحمام وموظف الحمام
السيدة بنيتا
زيارة في الظهيرة
جِراء "دليلة"
الليل في الحديقة
جد كارلوتيكا
شراء الكنيسة الصغيرة
العفريت
أبدأ بالخدمة
محبوسون
المسكين "دومينغو"
في منزل العمة جوليا
المدرسة الفرنسية
الجنية في السندرة
الحكاية الصينية
في المسرح
يوم عيد ميلادي
ميمون الطفل المغربي
وزن "بيبي"
ألفريدو الطائر الطيب
الحمار الصغير
الهدايا الثلاثة
وداعًا!

## روابط خارجية
سيليا في قاعدة بيانات الأفلام على الإنترنت (باللغة الإنجليزية).